# Leorat Bega
Leorat Bega (* 18. Juli 2003 in Genf) ist ein schweizerisch-kosovarischer Fussballspieler.

## Karriere

### Verein
Bega begann bei Servette in Genf mit dem Fussballspielen. 2019 wechselte er in den Nachwuchs des Servette FC. Er wurde 2021 in das Kader der zweiten Mannschaft der Genfer aufgenommen, kam aber zu keinem Einsatz. 2021 wechselte er in die A-Junioren-Bundesliga zum SC Freiburg. In Freiburg spielte er sowohl im Mittelfeld als auch als Innenverteidiger. Im März 2022 wurde Bega beim Schweizer Zweitligisten FC Wil bis Sommer 2024 verpflichtet. Die Transferkommission der Swiss Football League bewertete den Transfer als Härtefall. Bega debütierte am gleichen Tag noch auswärts beim Spiel gegen Yverdon-Sport FC, in dem er für gut 20 Minuten spielen durfte. Anschliessend fiel Bega längere Zeit wegen Krankheit aus. Ab September 2022 war Bega vereinslos und wechselte im Sommer 2024 zu Stade Nyonnais.

### Nationalmannschaft
Bega spielte fünfmal für die Schweizer U-19 und erzielte dabei ein Tor.